# Jean-Nicolas Savary
Pour les articles homonymes, voir Savary.
Ne doit pas être confondu avec Jérôme Savari.
Jean-Nicolas Savary, dit Savary jeune, est un bassoniste et facteur français de basson né en septembre 1786 à Guise et mort le 9 février 1853 à Paris. Il est considéré comme le créateur du basson français et surnommé le Stradivarius du basson.

## Biographie
Jean-Nicolas Savary naît en septembre 1786 à Guise dans l'Aisne,. Il est le fils du facteur parisien d'instruments à vent connu sous le nom de Nicolas Savary père (actif de 1778 à 1827 environ). 
Jean-Nicolas fait ses études de basson sous la direction de Thomas Delcambre au Conservatoire de Paris, où il obtient un premier prix en 1808,.
Il prend le poste de premier basson de l'orchestre du Théâtre-Italien le 9 décembre 1818. 
Jean-Nicolas Savary commence probablement à fabriquer des bassons, en association avec son père, en 1816-1817. En 1823, il ouvre son propre atelier et propose la même année un modèle à quinze clefs. Il possède la réputation d'être l'un des meilleurs fabricants de bassons de qualité de son temps,. Il fabrique également des bassons quinte (bassons ténor en fa) et un basson octave (qui sonne une octave plus haut).
Ses innovations ont consisté à ajouter des clés (durant sa période d'activité il aura monté des bassons allant de cinq clés jusqu'à dix-sept), introduire des rouleaux qui permettent de glisser d’une clé sur l’autre et apporter d’autres moyens comme la petite branche à coulisse mécanique (crémaillère) ou la culasse à bascule pour faciliter le jeu du bassoniste et améliorer la justesse de l'instrument. Tous les bassons de Savary connus aujourd’hui présentent des clétages mécaniques différents, confirmant la preuve qu’il fabriquait des instruments uniques répondant aux besoins de chaque musicien et à l'état de ses recherches. La seule constante est la perce intérieure de ces bassons, produisant leur timbre caractéristique. Léon Letellier et Édouard Flament soulignent que « ses instruments furent recherchés des virtuoses pendant très longtemps, et son exemple servit de modèle à tous les autres facteurs qui, après lui, continuèrent à perfectionner le basson ».

« (...) Jean-Nicolas Savary, son jeune fils, s’adonna entièrement à cet instrument pour lequel il acquit en son temps une grande réputation. Rien d’étonnant à cela, d’ailleurs, car, premier prix du Conservatoire en 1808, puis basson solo au théâtre des Italiens, il fut plus à même que quiconque de reconnaître les imperfections de l’instrument et d’y remédier. »

— Constant Pierre, Les facteurs d’instruments de musique, les luthiers et la facture instrumentale, Paris, Sagot, 1893, p.299-300
En 1829, son atelier se situe au 64 rue Saint-André des Arts. 
Savary meurt le 9 février 1853 à Paris. 

## Instruments
Jean-Nicolas Savary est contemporain de Carl Almenraeder (1786-1843) dont les travaux pour créer le basson allemand ou Fagott sont publiés par le magasin parisien de la maison Schott dès 1826. Ces publications sur l'acoustique du basson comme le Traité sur le perfectionnement du basson (bilingue français/allemand) en 1823 ont très probablement influencé Jean-Nicolas Savary comme l'ont écrit Frédéric Berr dans sa méthode et François-Joseph Fétis dans sa revue. 
Pour la qualité de ses instruments, il est surnommé le Stradivarius du basson,.
Le tableau de la Méthode complète de basson (Paris, 1836) de Frédéric Berr se base sur le basson à 16 clés, « un des instruments les plus récents des ateliers de Savary » selon une précision de l'auteur.
Ses bassons continuent à être joués au XXe siècle et sont utilisés pour des enregistrements. Une copie d'un modèle de 1823 est réalisée par le facteur suisse Walter Bassetto,. Le bassoniste Brian Pollard utilise un basson Savary jeune dans le premier enregistrement sur instrument d'époque d'Hippolyte et Aricie de Jean-Philippe Rameau (1978) et Masahito Tanaka a enregistré les six Sonates de François Devienne, op. 70 (Pavane, 1999) sur le modèle 154 de Savary Jeune datant de 1820 à Paris, le même instrument que celui utilisé par Marc Vallon dans les quintettes à vent d'Antoine Reicha et de Franz Danzi avec le Quintette Biedermeir (Globe, 1994).
Il subsiste plus de soixante bassons marqués Savary jeune dans les musées et les collections privées.

## Confusion
Certains éditeurs lui ont attribué à tort les compositions de Jérôme Savari (1819—1870), saxophoniste, compositeur, probable clarinettiste, élève et proche d'Adolphe Sax, devenu chef de musique du 34e de ligne en 1856 et dont les œuvres sont éditées par Adolphe Sax en 1861 et 1862.

## Enregistrements
- Jean Nicolas Savary: The Stradivari of the bassoon, World première recordings on historical bassoon, Lyndon Watts (basson classique), Edoardo Torbianelli (piano-forte) et Marion Treupel-Franck (flûte classique), Pan Classics PC10306, 30 juin 2014.